# Riegersburg
Riegersburg je trška občina s 4962 prebivalci (stanje 1. januarja 2021), istoimenskim gradom na jugovzhodu avstrijske zvezne dežele Štajerske v okrožju Südoststeiermark.
1. januarja 2015 so mu bile skladno z reformo lokalne samouprave pripojene občine Rittschein, Lödersdorf in Kornberg bei Riegersburg. 

## Geografija
Riegersburg je približno 39 km vzhodno od Gradca in približno 7 km severovzhodno od sedeža okraja Feldbach na gričih vzhodne Štajerske. Nad njim se dviga od daleč vidna mogočna bazaltna stena z najbolje ohranjenim gradom na Štajerskem.

### Delitev občine
Občino sestavlja 16 naselij (v oklepaju je število prebivalcev 1. januarja 2015):
- Altenmarkt bei Riegersburg (440)
- Bergl (304)
- Breitenfeld an der Rittschein (389)
- Dörfl (146)
- Edelsgraben (138)
- Grub I (84)
- Krennach (432)
- Lembach bei Riegersburg (352)
- Lödersdorf I (590)
- Lödersdorf II (126)
- Neustift (142)
- Oberkornbach (120)
- Riegersburg (657)
- Sankt Kind (265)
- Schützing (441)
- Schweinz (300)

Občino sestavljajo katastrske občine Altenmarkt bei Riegersburg, Breitenfeld, Grub I, Krennach, Lembach bei Riegersburg, Kornberg, Lödersdorf, Neustift na Breitenfeld, Riegersburg, St. Kind, Schweinz.

## Zgodovina
Začetek vzpona trga ni znan.

### Religija
Matična župnija Riegersburg je ena najstarejših župnij vzhodne Štajerske od leta 1140. Majhna Magdalenina cerkev na vzhodni strani grajske skale ob nekdanjem glavnem župnijskem dvoru je bila prvič omenjena leta 1170. Sedanjo župnijsko  cerkev svetega Martina so začeli graditi kot poznogotsko zgradbo na južni strani gradu leta 1481, ko je živel Reinprecht Reichenburški, vendar je bilo treba leta 1500 dela prekiniti zaradi pomanjkanja sredstev. Končana je bila med reformacijo leta 1520, ko je bil župnik Matthias Weinreben (1517–1554), s pomočjo grajskega gospoda Hansa von Reichenburga.
V 17. stoletju je bila zgrajena kapela, obnovljena sta bila trinadstropna, kvadratna stolpa z obokanimi akustičnimi okni in majhno čebulno kupolo. Cerkev je bila nato obnovljena med letoma 1884 in 1886, ponovno leta 1979; med drugim so obnovili klopi, tla in na novo zasteklili okna. Zvonika sta bila zadnjič obnovljena leta 2004.
Gospostvo Riegersburg je imelo od leta 1653 pravico predlagati glavnega pastorja, odvzeta je bila šele leta 1979 z družino Liechtenstein. Leta 1979 se je sedež glavnega duhovnika iz starega župnišča preselil v severni del trga v novozgrajeno župnišče pri župnijski cerkvi. Župnijsko ozemlje poleg Riegersburgerhofa vključuje tudi dele občin Kornberg, Lödersdorf, Auersbach in Hatzendorf.

## Zanimivosti
- Grad Riegersburg
- Župnijska cerkev svetega Martina

## Gospodarstvo
V Riegersburgu je veliko malih in srednje velikih podjetij, industrijskih in storitvenih, med drugim več gostiln, polnilnica kisa Gölles, slavna tovarna čokolade Zotter. Medtem ko je živinorejska industrija upadla v celotni regiji, so zaradi odlične kakovosti v vzponu sadjarstvo, zelenjadarstvo in vinogradništvo.